# Holmtjärnen (Gillberga socken, Värmland)
Holmtjärnen är en sjö i Säffle kommun i Värmland och ingår i Göta älvs huvudavrinningsområde.